# Führungsgruppe Bereitschaft
Die Führungsgruppen Bereitschaft (FüGr-Ber) gehörten zur Führung im Katastrophenschutz nach Maßgabe des Bundes. Sie waren also Teil des Zivil- bzw. Bevölkerungsschutzes. Die Führungsgruppen Bereitschaft dienten der Führung von drei Zügen desselben Fachdienstes („Bereitschaft“ genannt als kleinster Taktischer Verband). Im Bedarfsfall war die Führungsgruppe Bereitschaft der TEL unterstellt.
Eine Führungsgruppe Bereitschaft bestand personell aus insgesamt neun Einsatzkräften (Gesamtstärke: 2/2/5/9). Diese verteilten sich auf einen FüKW mit zwei Sprechfunkgerätesätzen (1/1/3/5, d. h. Bereitschaftsführer, ABC-Gruppenführer, zwei Sprechfunker und ein Kraftfahrer/Sanitätshelfer), Pkw (1/1/1/3, darunter der Bereitschaftsführer-Stellvertreter, Verwaltungsführer und ein Kraftfahrer) sowie ein Krad (-/-/1/1, Melder).
Dieses Bundeskonzept für eine Führungsgruppe Bereitschaft existiert gemäß dem Gesetz zur Neuordnung des Zivilschutzes (ZSNeuOG) heute nicht mehr.